# Xiphogramma fuscum
Xiphogramma fuscum är en stekelart som beskrevs av Pinto 1990. Xiphogramma fuscum ingår i släktet Xiphogramma och familjen hårstrimsteklar. Inga underarter finns listade i Catalogue of Life.